# Gustav Borgner
Gustav Borgner (* 17. Oktober 1879 in Bielefeld; † 11. Januar 1959 in Hamburg) war Konsumgenossenschafter und Geschäftsführer der GEG, Hamburg.

## Lebenslauf

### Familie
Gustav Borgner war Sohn des überzeugten Genossenschafters und Mitbegründers des alten Bielefelder Konsumvereins. Gustav Borgner und seiner Frau Hanne Wilhelmine, geborene Sielemann. Er war evangelisch. Sein jüngerer Bruder war der Hamburger Senator Otto Borgner. Verheiratet war er mit Clare Christine, geborene Vormfelde.

### GEG
Auf der Generalversammlung am 10. März 1921 in Mainz, wurde Henry Everling zum Geschäftsführer der GEG gewählt und Gustav Borgner zum Prokuristen bestellt, mit Friedrich Albert und Josef Bodden. Gleichzeitig wurden diese Herren mit den bisherigen Prokuristen Georg Büchlein, Friedrich Hain und Max Josephson stellvertretende Geschäftsführer. Auf der Generalversammlung der GEG 1930 wurde beschlossen, die Geschäftsleitung zu erweitern und die Einrichtung der Geschäftsführer-Stellvertreter zu beseitigen und Max Josephsohn Titel und Gehalt eines Geschäftsführers gegeben, (Josephson war Jude) aber nicht wie Gustav Borgner mit Friedrich Albert, Josef Bodden und Andreas Mirus zu Geschäftsführern der GEG hinzugewählt.
Nach der Machtübernahme durch die Nationalsozialisten versuchte Gustav Borgner mit Henry Everling am 4. Mai 1933 Klarheit beim Hamburger Senat über eine beabsichtigte Gleichschaltung der GEG zu erlangen. Ihnen wurde mitgeteilt, dass am 5. Mai die Einsetzung eines Staatskommissars mit allen Vollmachten für die GEG geplant sei. So geschah es. Die GEG wurde formal am 14. August 1933 zum Reichsbund der deutschen Verbrauchergenossenschaften GmbH (GEG) umstrukturiert und umfirmiert. Nach dem Erlass des Gesetzes vom 31. Mai 1935 für den Reichsbund (GEG) wurde die Unternehmensstruktur wieder umorganisiert. Die Firma wurde abermals geändert, in Deutsche Großeinkaufs-Gesellschaft mbH. (Deugro). Damit war im Firmennamen kein Hinweis mehr auf die genossenschaftliche Herkunft. Gustav Borgner behielt sein Amt in der Firma bis 1940 als Geschäftsführer der Deugro, als letzter der vor der Machtübernahme bestellten Führungskräfte der GEG. Allerdings gehörte Gustav Borgner in dieser Zeit nicht dem eigentlichen Spitzengremium des Reichsbundes und der Deugro an. Er blieb einflusslos.
Zum 1. April 1941 wurde die GEG in die Deutsche Arbeitsfront eingegliedert unter eine Holding, die als Gemeinschaftswerk der Deutschen Arbeitsfront (GW) firmierte.
Gleich nach dem Ende des Zweiten Weltkriegs kehrte Gustav Borgner zur GEG zurück. Am 30. Mai 1945 gab dann die britische Militärregierung amtlich bekannt, dass das Gemeinschaftswerk (GW) der Aufsicht der Militärregierung unterliege. Henry Everling wurde zum Generaldirektor, Gustav Borgner und Josef Bodden zu seinen Stellvertretern ernannt. Die Kompetenzen der Geschäftsführung wurden am 29. August 1945 von der Besatzungsmacht wieder eingeschränkt. Die drei Herren gehörten ebenfalls dem Vorstand der konsumgenossenschaftlichen Pensionskasse an. Auf dem ersten Konsumgenossenschaftstag nach dem Krieg, am 26. und 27. März 1947, wurde Gustav Borgner als ein ehrenamtliches Mitglied des zu errichtenden Zentralverbandes deutscher Konsumgenossenschaften gewählt. Auch für die GEG wurde dort Geschäftsführung und Aufsichtsrat gewählt, Gustav Borgner zum Geschäftsführer. Am 14. September 1948 endete dann formal die Treuhänderschaft vom Mai/August 1945 auch für Gustav Borgner. Am 16. September 1948 wurde eine neue Geschäftsführung gewählt, der Gustav Borgner aus Altersgründen nicht mehr angehörte. Allerdings blieb er, wie Henry Everling, während der Einarbeitung der neuen Geschäftsführer bis zum 31. März 1949 im Amt. Anschließend wurde er Mitglied des Aufsichtsrates der GEG.

### Tod
Im Januar 1959 verstarb er nach kurzer schwerer Krankheit.

## Ehrungen

### Großes Verdienstkreuz
Das vom Bundespräsidenten verliehene Große Verdienstkreuz wurde Gustav Borgner als Aufsichtsrat der GEG und dem Geschäftsführer Gustav Dahrendorf 1954 vom Hamburger Bürgermeister Kurt Sieveking überreicht. Auf der Feierstunde anlässlich des 60-jährigen Bestehens der Großeinkaufs-Gesellschaft Deutscher Konsumgenossenschaften (GEG) sagte der Bürgermeister, mit diesen Auszeichnungen würden alle geehrt, die ihre Kraft für die Arbeit zum Wohle der Verbraucher zur Verfügung gestellt hätten.

### Fischdampfer Gustav Borgner
Der Fischdampfer Gustav Borgner von der Gemeinwirtschaftlichen Hochseefischerei GmbH, Bremerhaven, (GHG) wurde nach ihm benannt. Er wurde 1949 auf der Seebeckwerft in Bremerhaven unter der Bau-Nr. 664 gebaut. Er war mit 398,22 Bruttoregister-Tonnen (BRT) vermessen, fasste 3260 Korb Fisch, war 43,82 m lang und 8,04 m breit. Die GHG war eine Tochtergesellschaft der Großeinkaufs-Gesellschaft Deutscher Konsumgenossenschaften mbH (GEG). Auf Fang in den irischen Gewässern kollidierte der Trawler am 5. Januar 1959 mit dem niederländischen Dampfer Cornelia Maria, SCH 135, der sank und verloren ging. Wieder kollidierte das Schiff dann in der Nordsee am 23. Juli 1961. Im Frühjahr 1962 war das Schiff aufgelegt und wurde an die Eisen & Metall AG Bremerhaven zum Abbruch verkauft.